# Ixodes hexagonus
Ixodes hexagonus es una especie de garrapata del género Ixodes, familia Ixodidae. Fue descrita científicamente por Leach en 1815.
Habita en varios países de Europa como Portugal y Francia. Se ha registrado en todo el Reino Unido, muy poco en el noroeste, aumentando en densidad hacia el sureste. No suele darse en roedores ni en pájaros, pero sí en zorros, mustélidos (incluidos tejones), perros y gatos.